# ناقل صوديوم-يود
ناقل صوديوم-يود (NIS)، المعروف أيضًا باسم cotransporter للصوديوم / اليود. والأسرة الحاملة المذوبة 5، العضو 5 (SLC5A5) هو بروتين يتم تشفيره في البشر بواسطة جين SLC5A5. هو عبارة عن غشاء بروتين سكري بوزن جزيئي يبلغ 87 كيلوباسكال و13 مجالًا غشائيا، والذي ينقل اثنين من كاتيونات الصوديوم (Na +) لكل أنيون أيوديد (I−) إلى الخلية.
يعتبر امتصاص الخلايا الحويصلية للغدة الدرقية لليود بواسطة NIS الخطوة الأولى في تخليق هرمون الغدة الدرقية.    

## امتصاص اليود
يعتبر امتصاص اليود بوساطة الخلايا الجريبية الدرقية من بلازما الدم هو الخطوة الأولى لتخليق هرمونات الغدة الدرقية. يرتبط هذا اليود المبتلع ببروتينات المصل ، وخاصة للألبومين. ما تبقى من اليود الذي لا يزال غير متصل ومجاني في مجرى الدم ، يتم إزالته من الجسم عن طريق البول (الكلى ضروري في إزالة اليود من الفضاء خارج الخلية).[بحاجة لمصدر]
 امتصاص اليود هو نتيجة لآلية النقل النشطة بوساطة بروتين NIS ، والذي يوجد في الغشاء الجانبي للخلايا الدرقية الجريبية. نتيجة لهذا النقل النشط ، فإن تركيز اليود داخل الخلايا الحويصلية لنسيج الغدة الدرقية يكون أعلى بمقدار 20 إلى 50 مرة مما هو عليه في البلازما. يتم نقل اليوديد عبر الغشاء الخلوي بواسطة التدرج الكهروكيميائي للصوديوم (يكون تركيز الصوديوم بين الخلايا حوالي 12 ملي مولار وتركيز خارج الخلية 140 ملي مولار). عندما يصبح داخل الخلايا الجريبية ، ينتشر يوديد للغشاء القمي ، حيث يتأكسد أيضيا من خلال عمل بيروكسيديز الغدة الدرقية إلى (Iodinium (+I الذي بدوره يقوم بمعالجة مخلفات التيروزين لبروتينات ثيروجلوبولين في المسام الغروانية. NIS ضروري لتخليق هرمونات الغدة الدرقية (T3 و T4). 
وبصرف النظر عن خلايا الغدة الدرقية يمكن العثور على NIS ، (على الرغم من أنه أقل )، في الأنسجة الأخرى مثل الغدد اللعابية ، الغشاء المخاطي في المعدة ، الكلى ، المشيمة ، المبيض والغدد الثديية أثناء الحمل والرضاعة. يعتبر التعبير عن NIS في الغدد الثديية حقيقة ذات صلة حيث أن تنظيم امتصاص مادة اليود ووجودها في حليب الثدي هو المصدر الرئيسي لليود لمولود جديد. لاحظ أن تنظيم تعبير NIS في الغدة الدرقية يتم عن طريق الهرمون المنبه للغدة الدرقية (TSH) ، بينما يتم في الثدي بواسطة مزيج من ثلاثة جزيئات: البرولاكتين والأوكسيتوسين و β-estradiol.

## تثبيط من قبل الكيماويات البيئية
عض الأنيونات مثل البركلورات ، pertechnetate و thiocyanate ، يمكن أن تؤثر على التقاط اليود من خلال تثبيط تنافسي لأنه يمكن استخدام المحامي عندما يكون تركيزها في البلازما عالية ، على الرغم من أن لديهم أقل تقارب للNIS من Iodide. العديد من glycosides السايانوجينية النباتية ، والتي هي مبيدات الآفات الهامة ، كما تعمل عن طريق تثبيط NIS في جزء كبير من الخلايا الحيوانية من الحيوانات العاشبة والطفيليات وليس في الخلايا النباتية. 
باستخدام اختبار التحقق من امتصاص اليود المشعة في المختبر (RAIU) ، بالإضافة إلى الأنيونات المعروفة تقليديا مثل بيركلورات ، قد تشكل المواد الكيميائية العضوية أيضا تثبيط امتصاص اليوديد عبر NIS.  

## تنظيم امتصاص اليود
يتم تقديم آليات نقل اليود بشكل وثيق لتنظيم تعبير NIS. هناك نوعان من التنظيم على التعبير NIS: التنظيم الإيجابي والسلبي. يعتمد التنظيم الإيجابي على هرمون TSH ، الذي يعمل عن طريق آليات النسخ و postcranslational. من ناحية أخرى ، يعتمد التنظيم السلبي على تركيزات اليوديد البلازمية. 

### تنظيم النسخ
على المستوى النسخي ، ينظم TSH وظيفة الغدة الدرقية من خلال cAMP. ترتبط TSH أولاً بمستقبلاتها المنضمة إلى بروتينات G ، ثم تُحفز تنشيط إنزيم الأدينولاتات ، الذي سيرفع المستويات داخل الخلايا لـ cAMP. هذا يمكن تنشيط عامل النسخ (عنصر الاستجابة-الربط CREB (cAMP التي سترتبط بـ CRE
( عنصر سريع الاستجابة (cAMP. ومع ذلك ، قد لا يحدث هذا ، وبدلاً من ذلك ، يمكن أن يتبع الزيادة في cAMP تفعيل PKA (بروتين كيناز A) ، ونتيجة لذلك ، تنشيط عامل النسخ Pax8 بعد الفسفرة. 
يؤثر هذان العاملان في النسخ على نشاط (محسن تيارNUE (NIS ، وهو أمر ضروري لبدء النسخ من NIS. يعتمد نشاط NUE على 4 مواقع ذات صلة تم تحديدها من خلال التحليل الطفري. يرتبط عامل النسخ Pax8 في اثنين من هذه المواقع. تؤدي طفرات Pax8 إلى انخفاض في النشاط النسخي لـ NUE. آخر موقع ملزم هو CRE ، حيث يرتبط CREB ، يشارك في النسخ من NIS.  
على النقيض من ذلك ، فإن عوامل النمو مثل IGF-1 و TGF-β (التي يسببها العامل الجيني لـ BRAF-V600E) تمنع التعبير الجيني لـ NIS ، ولا تسمح بتوطين NIS في الغشاء.   

### تنظيم ما بعد النقل
يمكن لـ TSH أيضًا تنظيم امتصاص اليوديد على مستوى ما بعد النقل ، لأنه إذا كان غائباً ، يمكن اللجوء إلى NIS من غشاء الخلية الجانبي الجانبي إلى السيتوبلازم حيث لم يعد يعمل. لذلك ، يتم تقليل امتصاص اليوديد.  

## أمراض الغدة الدرقية
نقص النقل باليود داخل الخلايا الجريبية يميل إلى إحداث تضخم الغدة الدرقية. هناك بعض الطفرات في الحمض النووي NIS التي تسبب قصور الغدة الدرقية و dyshormogenogenesis الغدة الدرقية.
وعلاوة على ذلك ، تم العثور على الأجسام المضادة لمكافحة NISفي أمراض المناعة الذاتية للغدة الدرقية. باستخدام اختبارات RT-PCR ، ثبت أنه لا يوجد تعبير عن NIS في الخلايا السرطانية (التي تشكل سرطان الغدة الدرقية). ومع ذلك ، وبفضل التقنيات المناعية الكيميائية ، من المعروف أن NIS لا يعمل في هذه الخلايا ، حيث أنه موضعي بشكل رئيسي في العصارة الخلوية ، وليس في الغشاء الجانبي السفلي.  
هناك أيضًا صلة بين طفرة V600E لجلد الجين الورقي في BRAF وسرطان الغدة الدرقية الحليمي الذي لا يمكن أن يركّز اليود في خلايا الجريبي.  

## استخدامها مع اليود المشع (131I)
لهدف الرئيسي لعلاج سرطان الغدة الدرقية هو البحث عن إجراءات أقل عدوانية يمكن أن توفر أيضًا سمية أقل. يعتمد أحد هذه العلاجات على نقل NIS جديد في الخلايا السرطانية ذات المنشأ المختلف (الثدي ، القولون ، البروستات ...) باستخدام الفيروسات الغدية أو الفيروسات القهقرية (الفيروسات). تسمى هذه التقنية الوراثية استهداف الجينات. حالما يتم نقل شيكل جديد في هذه الخلايا ، يعالج المريض باليود المشع (131I) ، نتيجة كونه معدل بقاء الخلايا السرطانية منخفض. لذلك ، من يتوقع الكثير من هذه العلاجات.   